# Werner Hühner
Werner Hühner (13 août 1886 à Helmerkamp – 19 février 1966 à Plön) est un Generalleutnant allemand qui a servi au sein de la Wehrmacht pendant la Seconde Guerre mondiale.
Il a été récipiendaire de la Croix de chevalier de la Croix de fer. Cette décoration est attribuée pour récompenser un acte d'une extrême bravoure sur le champ de bataille ou un commandement militaire avec succès.

## Biographie
Werner Hühner est capturé par les forces britanniques en mai 1945 et est libéré en avril 1947.

## Décorations
- Croix de fer (1914)
  - 2e Classe
  - 1re Classe
- Insigne des blessés (1914)
  - en Noir
- Croix de chevalier de l'Ordre de Hohenzollern avec Glaives
- Croix d'honneur
- Agrafe de la Croix de fer (1939)
  - 2e Classe
  - 1re Classe
- Insigne de combat des blindés
- Médaille du Front de l'Est
- Croix allemande en Or (19 janvier 1942)
- Croix de chevalier de la Croix de fer
  - Croix de chevalier le 18 avril 1943 en tant que Generalleutnant et commandant de la 61. Infanterie-Division[1]